# Ibrahim Khalil

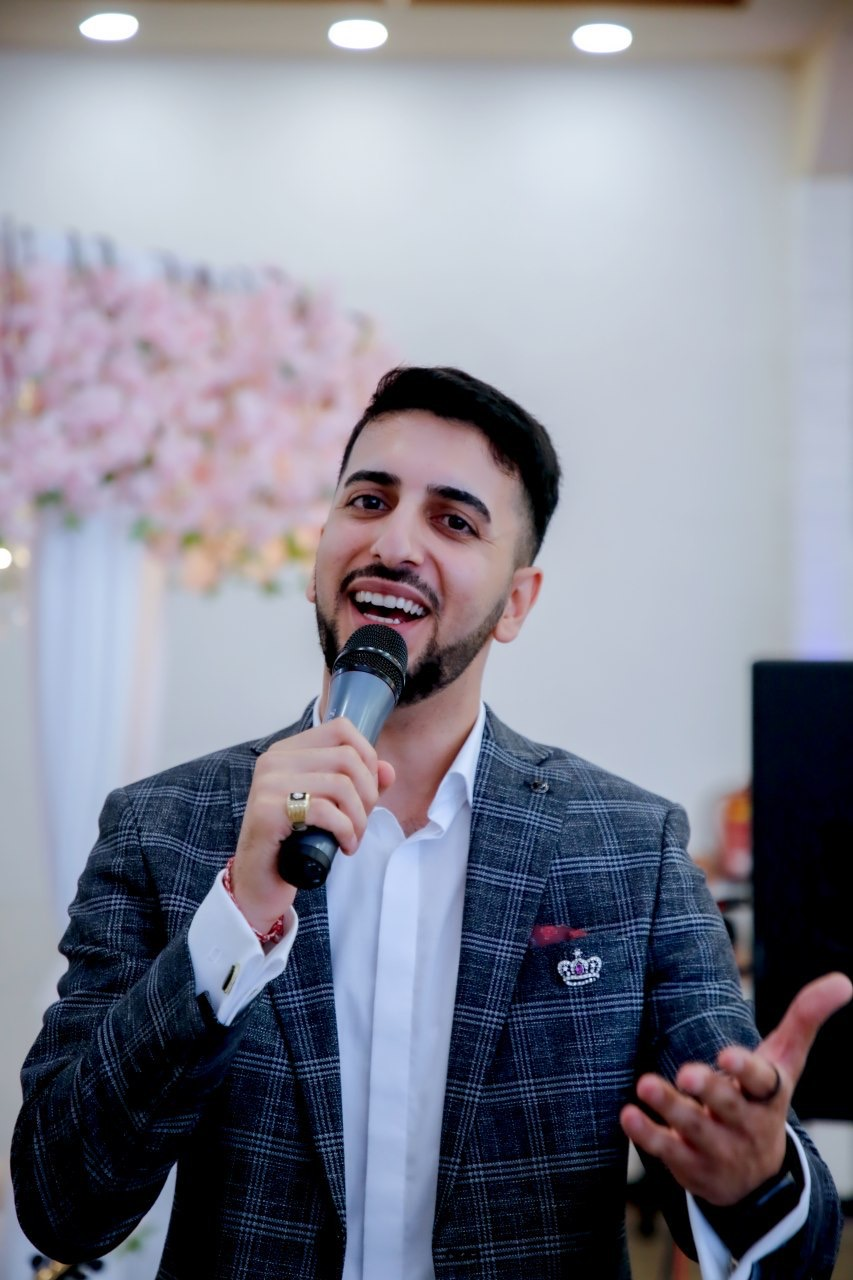
Ibrahim Khalil

Ibrahim Khalil (Kurmandschi-Alphabet Îbrahîm Xelîl, * 5. Mai 2000 in al-Hasaka, Syrien) ist ein Sänger und Songwriter jesidischer Herkunft.

## Leben und Karriere
Ibrahim Khalil wurde in eine Musikerfamilie hineingeboren. Im Alter von 8 Jahren begann er zu singen und besuchte mit 11 Jahren die Musikschule in al-Hasaka. Seit 2012 lebt er mit seiner Familie in Deutschland. Er besuchte die Clemens-Brentano-Europaschule in Lollar und absolvierte dort seinen Abschluss. In seiner Freizeit textete er Lieder widmete sich dem Gesang. 2012 veröffentlichte er sein erstes Lied mit dem Titel Beje beje. Es folgten weitere Lieder wie Heyo und Bvinm.
Sein Musikstil umfasst verschiedene Stilrichtungen wie Pop, Jazz und populäre jesidische Musik.
Es wurde über ihn in verschiedenen Magazinen berichtet, darunter Naske Musike und ProClip, des Senders Lalish TV.

## Diskografie
Singles
- 2016: Ay Dil (Mein Herz)
- 2016: Keçka Êzidî (Jesidische Mädchen)
- 2016: Shems Xayeme (Sonnenschein)
- 2017: Êz Çi Bikîm Min Hez Bikî (Was soll ich tun, um mich selbst zu lieben)
- 2017: Seva Te (Für dich)
- 2018: Şaya Artur (Arturs Hochzeit)
- 2018: Ez Berfim (Schöner Winterschnee)
- 2018: Potpori / Govend (Jesidische Mashup)
- 2019: Romanci (Romantisch)
- 2019: Ezdixana Mine (Meine Jesiden)
- 2019: Bvinm (Ich möchte dich sehen)
- 2020: Kûda Ez Herîm (Wo soll ich hin?)

Gastbeiträge
- 2017: Şaya Şemoyê (mit Arthur Safoyan)
- 2017: Tu Tu Tu (Du, Du, Du) (mit Amar Zakharov und David Odi)
- 2018: Eman (mit Hamik Tamoyan)
- 2019: Mashup (mit Ishkhan Dengbej)
- 2019: Le Le Le (mit Vle Khaloyan)

## Musikvideos
- 2017: Lalisha Nurani (Für die Jesidische-Kirche)
- 2017: De u Bave Te (Deine Eltern)
- 2018: Heyo
- 2018: Dil Deşe (Trauriges Herz)
- 2020: Waren Dilo (Komm zurück mein Herz)
- 2020: Miran & Anna